# Melissa Roxburgh
Melissa Roxburgh (Vancouver, 10 dicembre 1992) è un'attrice e modella canadese.

## Biografia
Melissa Roxburgh è nata il 10 dicembre 1992 a Vancouver (Canada). Suo padre è un pastore protestante nato a Chicago, rendendola sia canadese sia americana, mentre sua madre è un ex-tennista inglese. Ha due sorelle, Kristie e Ashle, e un fratello minore, Matt. Inizia a recitare nel 2011, partecipando al film Diario di una schiappa 2 - La legge dei più grandi e, in seguito, prende parte a diversi film e serie televisive.
Nel 2015 è protagonista della pellicola The Marine 4: Moving Target nel ruolo di Olivia Tanis. Nel 2017 interpreta il ruolo di Thea nella serie televisiva Valor, mentre dal 2018 interpreta il ruolo di Michaela Beth Stone nella serie televisiva statunitense Manifest.

## Filmografia

### Cinema
- Diario di una schiappa 2 - La legge dei più grandi (Diary of a Wimpy Kid: Rodrick Rules), regia di David Bowers (2011)
- Diario di una schiappa - Vita da cani (Diary of a Wimpy Kid: Dog Days), regia di David Bowers (2012)
- Leprechaun: Origins, regia di Zach Lipovsky (2014)
- The Marine 4: Moving Target, regia di William Kaufman (2015)
- Lost Solace, regia di Chris Scheuerman (2016)
- Star Trek Beyond, regia di Justin Lin (2016)
- In God I Trust, regia di Maja Jacob (2018)
- Cosa mi lasci di te (I Still Believe), regia di Jon e Andrew Erwin (2020)
- Mindcage - Mente criminale (Mindcage) , regia di Mauro Borrelli (2022)

### Cortometraggi
- 2BR02B: To Be or Naught to Be, regia di Marco Checa Garcia (2016)

### Televisione
- Big Time Movie, regia di Savage Steve Holland – film TV (2012)
- Arrow – serie TV, episodi 1x05 e 1x11 (2012-2013)
- Supernatural – serie TV, episodi 7x12 e 9x20 (2012-2014)
- Rita, regia di Miguel Arteta – film TV (2013)
- The Tomorrow People – serie TV, episodio 1x16 (2014)
- Rituali pericolosi (Sorority Murder), regia di Jesse James Miller – film TV (2015)
- Legends of Tomorrow – serie TV, episodio 1x08 (2016)
- Travelers – serie TV, episodio 2x07 (2017)
- Valor – serie TV, 13 episodi (2017-2018)
- Manifest – serie TV, 62 episodi (2018-2023)
- Quantum Leap – serie TV, episodio 2x01 (2023)
- Tracker – serie TV, episodi 1x11 e 2x19 (2024-2025)
- The Hunting Party - serie TV, 10 episodi (2025)

## Doppiatrici italiane
Nelle versioni in italiano dei suoi film e delle sue serie TV, Melissa Roxburgh è stata doppiata da:
- Eleonora Reti in Diario di una schiappa - Vita da cani, Supernatural
- Gaia Bolognesi in Manifest, Tracker, Mindcage - Mente criminale
- Rossa Caputo in Cosa mi lasci di te
- Veronica Puccio in Valor